# 符太增
符太增（1956年9月—），男，汉族，辽宁黑山人，中华人民共和国政治人物。辽宁财经学院（现东北财经大学）财政金融系财政专业毕业，财政部财政科学研究所财政专业在职研究生学历。

## 生平
1976年7月参加工作，1985年12月加入中国共产党。历任内蒙古自治区财政厅副处长、处长、副厅长、厅长；中共通辽市委书记；内蒙古自治区党委副秘书长等职。2006年11月，任中共内蒙古自治区党委常委、秘书长。2015年1月，当选内蒙古自治区人民政府副主席，兼自治区政府党组副书记。同年3月，任自治区常务副主席。2016年11月1日，不再担任中共内蒙古自治区党委常委、自治区常务副主席，次月任自治区政协党组成员。2017年1月，任内蒙古自治区政协党组副书记。